# Serhiy Kushniryuk
Serhiy Georgievich Kushniryuk (em russo: Сергій Георгійович Кушнiрюк: Vytelivka, 15 de março de 1956) é um ex-handebolista soviético, campeão olímpico.
Serhiy Kushniryuk fez parte do elenco campeão olímpico de handebol nas Olimpíadas de Montreal de 1976, e prata em Moscou 1980, atuando para 11 jogos e 16 gols.